# Byzantinischer Bürgerkrieg (1341–1347)
Der Byzantinische Bürgerkrieg von 1341 bis 1347 war ein nach dem Tod des byzantinischen Kaisers Andronikos III. ausgebrochener Krieg um die Vorherrschaft im  Byzantinischen Reich. 

## Vorgeschichte
Als Hauptberater und enger Freund des verstorbenen Kaisers wurde Johannes Kantakuzenos nach Andronikos’ III. Tod im Juni 1341 Regent für dessen erst neunjährigen Sohn Johannes. Während einer Abwesenheit von Konstantinopel im September des Jahres putschten der Megas Doux Alexios Apokaukos und der Patriarch von Konstantinopel Johannes XIV. gegen Kantakuzenos und richteten mit Unterstützung der Kaiserinwitwe Anna von Savoyen einen neuen Regentschaftsrat ein. Als Reaktion hierauf riefen seine Truppen und andere Unterstützer Kantakuzenos im Oktober zum Mitkaiser Johannes VI. aus, was die Spaltung zwischen beiden Lagern vorantrieb und nahezu unverzüglich zu militärischen Auseinandersetzungen führte.

## Verlauf
Der Krieg spaltete die Gesellschaft des Reiches an den Linien des sozialen Gefüges, wobei der Adel hauptsächlich Kantakuzenos und die niederen Schichten überwiegend den legitimen Kaiser und dessen Regentschaftsrat unterstützten. In geringerem Umfang bildeten auch religiöse Motive eine Bruchstelle der Unterstützer, da die Anhänger des zu dieser Zeit populären Hesychasmus fast geschlossen den Gegenkaiser unterstützten. 
In den ersten Kriegsjahren behielten die Streitkräfte des Regentschaftsrates die Oberhand. Im Gefolge verschiedener, gegen die herrschende Aristokratie gerichteter Aufstände konnte er die Mehrheit der Städte in Thrakien und Makedonien unter seine Kontrolle bringen. Mit Hilfe von Stefan Dušan von Serbien und Umur Bey von Aydın gelang es Johannes VI. die Initiative zu gewinnen und viele der Städte zu erobern. Im Jahr 1345 hatte er, trotz dem Wechsel Stefan Dušans auf die Seite des Regentschaftsrats und dem Rückzug Umur Begs die Oberhand gewonnen. Unterstützung erhielt er hierbei von Orhan I., Sultan der Osmanen. 
Die Ermordung des Alexios Apokaukos im Juni desselben Jahres stellte einen weiteren Rückschlag für den Regentschaftsrat dar. Nach seiner formellen Krönung zum Kaiser 1346 in Adrianopel marschierte Johannes VI. am 3. Februar 1347 in Konstantinopel ein. Eine Übereinkunft sicherte ihm die Stellung als Regent und regierender Kaiser für zehn Jahre zu, bis Johannes V. volljährig und sein Mitkaiser würde. Trotz seines Sieges zwang ein 1352 ausgebrochener neuer Bürgerkrieg Johannes VI. dazu, 1354 abzudanken und Mönch zu werden.

## Folgen
Die Folgen des Konfliktes stellten sich für das Byzantinische Reich, das sich unter Andronikos III. in einem gewissen Maße hatte stabilisieren können, als katastrophal heraus. Jahrelanger Krieg, die Präsenz plündernder Heere, soziale Verwerfungen und der aufkommende Schwarze Tod verwüsteten das Reichsgebiet. Die inneren Konflikte erlaubten es äußeren Feinden, sich Gebiete des Reiches einzuverleiben. So eroberte Stefan Dušan Albanien, Epirus und den Großteil Makedoniens und errichtete auf diesem Gebiet das Serbische Kaiserreich. Das Zweite Bulgarische Reich besetzte zusätzlich Gebiete nördlich der Mariza.